# Linia kolejowa Sambor – Czop
Linia kolejowa Sambor – Czop – linia kolejowa na Ukrainie łącząca stację Sambor ze stacją Czop i z granicą państwową ze Słowacją i z Węgrami. Zarządzana jest przez dyrekcje lwowską (odcinek Sambor – Beniowa) oraz użhorodzką (pozostała cześć linii) Kolei Lwowskiej (oddział ukraińskich kolei państwowych).
Znajduje się w obwodach lwowskim i zakarpackim. Na całej długości jest zelektryfikowana i jednotorowa.

## Historia
Linię otwarto w czasach Austro-Węgier. W latach 1918–1945 jej północny fragment (Sambor – Sianki) leżał w Polsce. Jej południowa cześć w latach 1920 - 1938 należała do Czechosłowacji, a następnie do 1944 do Węgier. Po II wojnie światowej w całości granicach Związku Sowieckiego. Od 1991 na Ukrainie.